# Agustín Gil Clarotti
Agustín Gil Clarotti (11 de octubre de 1990, Santa Fe, Argentina) es un futbolista argentino que en la actualidad se desempeña como delantero en San Martín (MDZ) del Torneo Regional Federal Amateur 2020 de Argentina.

## Trayectoria
Realizó las divisiones inferiores en el Club Atlético Boca Juniors. 
Juega todo el 2015 por el Huracán donde comparte la delantera con Ramón Ábila, Édson Puch y Cristian Espinoza. Al siguiente año juega por Deportivo Capiatá donde comparte camerino con sus compatriotas Osvaldo Cabral, Hugo Colace y Rodrigo Soria. Ayudando a clasificar a la Copa Conmebol Libertadores 2017.

## Clubes
| Club                         | País      | Año             |
| ---------------------------- | --------- | --------------- |
| Barracas Central             | Argentina | 2011            |
| Doxa Katokopias              | Chipre    | 2011            |
| Rivadavia Lincoln            | Argentina | 2012            |
| Juventud Unida Universitario | Argentina | 2013            |
| Huracán de Comodoro          | Argentina | 2013 - 2014     |
| Colegiales                   | Argentina | 2014            |
| Huracán (Préstamo)           | Argentina | 2015            |
| Deportivo Capiatá            | Paraguay  | 2016            |
| Fénix                        | Uruguay   | 2016            |
| Alfredo Salinas              | Perú      | 2017            |
| Sportivo Italiano            | Argentina | 2017            |
| Talleres (RdE)               | Argentina | 2017 - 2019     |
| Ituzaingó                    | Argentina | 2019            |
| San Martín (MDZ)             | Argentina | 2020 - Presente |